# Mammalodontidae
Mammalodontidés
Famille
Les Mammalodontidae (mammalodontidés en français) sont une famille fossile de cétacés mysticètes basaux ayant vécu durant l'Oligocène et dont les fossiles sont uniquement connus d'Australie et de Nouvelle-Zélande.

## Caractéristiques
En analysant la morphologie de la mâchoire des mysticètes à dents, Fitzgerald a trouvé en 2012 huit caractères mandibulaires uniques aux membres des Mammalodontidae :
- la symphyse mandibulaire est courte, a une surface articulaire rugueuse, mais n'a pas de sillon symphysaire. Chez les archéocètes, la symphyse est longue. Chez les mysticètes modernes, en revanche, la symphyse est très petite, ses surfaces articulaires sont lisses et il y a une rainure sur le côté intérieur de la mandibule qui accueille le ligament symphysaire qui leur permet d'ouvrir grand la bouche ;
- les foramen externes de la mandibule sont relativement grands, étant plus petits ou absents chez les mysticètes ultérieurs ;
- les postcanines sont assises dans une rainure longitudinale flanquée d'un bord latéral (la "marge alvéolaire") ;
- la marge alvéolaire supérieure forme un angle avec la marge ventrale inférieure, comme chez les archéocètes ;
- la marge ventrale est droite dans la moitié postérieure de la mandibule ;
- les dents ont des crêtes longitudinales ;
- les postcanines postérieures ont deux racines jointes sous la base de la couronne ;
- les postcanines sont densément emballées sans longs diastèmes.

À partir de ces caractéristiques mandibulaires, Fitzgerald conclu en 2006 que chez les mysticètes, les cavités buccales agrandies adaptées à l'alimentation par aspiration ont évolué avant les adaptations mandibulaires pour l'alimentation par filtre en vrac, comme par exemple les articulations cinétiques de la mâchoire.

## Liste des genres
Selon GBIF (21 mars 2024) :
- † Janjucetus Fitzgerald, 2006

## Classification
La famille des Mammalodontidae a été créée en 1989 par le mammalogiste marin et paléontologue américain Edward Dick Mitchell (d) (1939-2019).
La famille des Mammalodontidae a synonyme junior Janjucetidae depuis l'analyse cladistique menée par Erich Fitzgerald en 2010 et le transfert de Janjucetus dans Mammalodontidae.

## Publication originale
- (en) Edward D. Mitchell, « A New Cetacean from the Late Eocene La Meseta Formation Seymour Island, Antarctic Peninsula », Journal canadien des sciences halieutiques et aquatiques, vol. 46, no 12,‎ décembre 1989, p. 2219-2235 (ISSN 0706-652X et 1205-7533, DOI 10.1139/F89-273).